# Buffalo Bill, der weiße Indianer
Buffalo Bill, der weiße Indianer, alternativ auch unter dem Titel Der weiße Indianer (Originaltitel Buffalo Bill) ist ein US-amerikanischer Western aus dem Jahr 1944 von William A. Wellman. Das Drehbuch beruht auf einer Geschichte von Frank Winch. Der Film wurde von 20th Century Fox produziert und behandelt das Leben des Büffeljägers William „Buffalo Bill“ Cody, der von Joel McCrea dargestellt wird. Tragende Rollen sind mit Maureen O’Hara als Codys Frau Louisa, Linda Darnell als Cheyenne Dawn Starlight sowie Thomas Mitchell als Journalist Ned Buntline, Edgar Buchanan als Sgt. McGraw und Anthony Quinn als junger Indianerhäuptling Yellow Hand besetzt.

## Handlung
Der Armeescout William Cody wird Zeuge eines Indianerüberfalls auf eine Postkutsche. Er greift ein und kann die vier Reisenden retten, den Senator Frederici, dessen Tochter Louisa, den Geschäftsmann Murdo Carvell und den Sergeant McGraw. Cody, als Indianerfreund bekannt, sieht in den betrunkenen Indianern keine echte Gefahr.
Louisa lädt Cody zu einer Dinnerparty ein, sehr zum Missfallen von Dawn Starlight, einer Lehrerin der Cheyenne, die sich in Cody verliebt hat. Auf der Party lernt Cody den Journalisten Buntline und den Manager Vandevere kennen, der eine Eisenbahnlinie durch Gebiete der Cheyenne bauen will. Die Gesellschaft wird von McGraw gestört, der Yellow Hand, Sohn des Cheyennehäuptlings Tall Bull, vorstellt. Der Indianer will mit Vandevere sprechen. Sollte die Eisenbahnlinie durch das Gebiet seines Stammes führen, würde es Krieg geben. Vandevere lässt sich von seinen Plänen nicht abbringen, was Buntline erfreut, der sich vom Krieg viele interessante Berichte verspricht.
Der Bau der Eisenbahnlinie beginnt, die Cheyenne stören mit einzelnen Angriffen die Arbeiten. Dawn, Yellow Hands Schwester, überzeugt diesen, Senator Frederici gefangen zu nehmen und so eine bessere Verhandlungsposition zu haben. Tatsächlich kann Frederici entführt und ein günstiger Friedensvertrag geschlossen werden. Buntline will zurück in den Osten reisen, um über Cody und seine Leistungen zu schreiben. Louisa hat sich in Cody verliebt, das Paar heiratet kurz darauf.
Zwei Jahre später erfährt Cody, dass Vandevere und Frederici in den Handel mit Büffelfellen eingestiegen sind. Louisa ist mittlerweile schwanger, zur gleichen Zeit wollen Yellow Hand und der Häuptling der Sioux, Crazy Horse, die Büffeljäger angreifen, da der Büffel die Hauptnahrungsquelle der Indianer darstellt.
Während der Angriffe der Indianer bringt Louisa einen Jungen zur Welt. Cody nennt seinen Sohn Kit Carson. Nach der Niederlage General Custers bei der Schlacht am Little Bighorn tritt Cody der Armee bei. Louisa reist mit ihrem Sohn nach Osten. Cody stellt Yellow Hands Kriegertruppe. Er kann Yellow Hand im Nahkampf töten. In der nachfolgenden Schlacht werden die Indianer besiegt. Unter den Toten ist auch Dawn Starlight.
In Washington, D. C. wird Cody mit der Medal of Honor ausgezeichnet. Zu seiner Überraschung ist er durch Buntlines Berichte zu einer Berühmtheit geworden. Cody erfährt, dass sein Sohn schwer erkrankt ist. Er eilt umgehend zu Louisa, doch Kit Carson ist schon an Diphtherie gestorben. Der gramgebeugte Cody macht Vandevere und andere Industrielle dafür verantwortlich, dass Indianer aus Profitgier verfolgt werden. Damit bringt er Größen aus Wirtschaft und Politik gegen sich auf, die seinen Ruf zerstören.
Mittellos wandert Cody umher. Auf einem Jahrmarkt führt er seine Schießkünste vor, was den Schausteller Sherman so beeindruckt, dass er ihn für seine Show engagiert. Louise sucht ihren Mann und findet ihn schließlich. Cody ist unglücklich über seinen Anteil an der Verfolgung der Indianer.
Buntline bringt Cody auf die Idee eine Westernshow zu kreieren, in der er und seine indianischen Freunde ihr Können zeigen. Buffalo Bills Wildwest Show wird ein großer weltweiter Erfolg. Nach einigen Jahren verkündet Cody seinen Rücktritt und reist mit Louise in den Westen.

## Produktion
Gedreht wurde von Ende Juli bis Ende Oktober 1943 in Fredonia, Colorado City und Paiute Wilderness Area (Bundesstaat Arizona) sowie in Kanab und Paria River (Bundesstaat Utah). Die Büffeljagd wurde in der Crow Reservation in Montana in Szene gesetzt.
Wellman soll Monate damit verbracht haben, über den echten William F. Cody zu recherchieren, sich dann aber entschieden haben, nicht den untreuen, betrunkenen Scharlatan auf die Leinwand zu bringen. Große amerikanische Helden zu entlarven, sei nicht Fox Sache gewesen, und schon gar nicht in Kriegszeiten (1943/44). Eigentlich habe Wellman den Film nicht leiten wollen, Fox habe ihn aber an seinen wenig kassenfreundlichen Western Ritt zum Ox-Bow erinnert, den er nur unter bestimmten Bedingungen habe drehen dürfen.
Obwohl weder der Autor des Drehbuchs noch der Regisseur, noch die Hauptdarsteller den Film besonders gemocht haben sollen, war er einer der großen Hits des Jahres 1944. Fowler hielt Cody für „den verrücktesten Typen, der je gelebt hat“ und wollte einen Film machen, der die weniger glamouröse Wahrheit des Lebens dieses Mannes zum Ausdruck bringt. Wellman gefiel dieser Ansatz, und die beiden Männer verbrachten Monate damit, den echten Buffalo Bill zu recherchieren. Wellman sagte später, dass er und Fowler drei Monate lang an einem Drehbuch gearbeitet hätten, danach hätten sie „ein halbes Drehbuch, das absolut schön war“, gehabt. Dann, so erinnerte sich Wellman, rief Fowler ihn eines Abends an, um ihm zu sagen, dass er entschieden habe, dass ihre Herangehensweise völlig falsch sei. Man könne keinen dieser wunderbaren Helden töten, die unsere Kinder … und alle anderen anbeten und lieben würden. Das tue man aber mit dem recherchierten Drehbuch. Buffalo Bill sei eine großartige Figur, und man könne die Legende über ihn nicht zerstören. Wellman und Fowler vernichteten daraufhin ihr Drehbuch und meinten, dass sie drei Monate der wunderbarsten Arbeit, die sie je gemacht hätten, verbrannt hätten.
So kam es dazu, dass das fertige Drehbuch die heroische, romantische und wahrscheinlich unwahre Legende von Buffalo Bill Cody aufgriff. Wellmann soll davon angewidert gewesen sein. Er hatte aber keine andere Wahl, als den Film zu machen, weil er Fox einen Film schuldete. Nur aus diesem Grund hatte er das von ihm geliebte Projekt The Ox-Bow Incident verwirklichen dürfen. Den Film mochte Studiochef Darryl F. Zanuck ebenso wenig, wie Wellman Buffalo Bill mochte.
Buffalo Bill enthält eine legendäre Kavallerie-gegen-Indianer-Kampfszene, die eine der aufregendsten Szenen dieser Ära ist: Die Schlacht von Warbonnet Creek. Um die gewaltige Sequenz zu drehen, die auf einem realen Gefecht basiert, ließ Wellman einen Fluss aufstauen, damit nur wenig Wasser über den gesamten Talboden fließen konnte, in dem die Schlacht stattfindet. Doch dreimal wurde der Damm durch Sturzfluten unterspült, was das Studio viel Geld kostete. Zanuck gab Wellman noch eine Chance, und es gelang, die Szene hinzubekommen. Gerade noch rechtzeitig – am nächsten Tag spülte eine weitere Sturzflut den Damm wieder hinfort. Das Kampfmaterial war so spannend, dass Fox es in mehreren anderen Western wiederverwendete, darunter in der Eröffnungsszene des Western Pony Soldier (1952) und in der Endszene des Western The Siege at Red River (1954). Der Filmhistoriker William K. Everson schrieb später: „Kritiker mit kurzem Gedächtnis ließen sich leicht täuschen. Sie lobten die Kampfszene, die über ein Jahrzehnt alt war, und wiesen darauf hin, wie viel besser Breitwandfilme diese Art Massenaktionen darstellen könnten als die ‚altmodischen‘ kleinen Bildschirme!“

### Stab und Besetzung
| Figur                         | Darsteller         | Deutscher Sprecher     |
| ----------------------------- | ------------------ | ---------------------- |
| William F. Cody/ Buffalo Bill | Joel McCrea        | Curt Ackermann         |
| Louisa Frederici Cody         | Maureen O’Hara     | Ilse Werner            |
| Dawn Starlight                | Linda Darnell      | Erika Georgi           |
| Ned Buntline                  | Thomas Mitchell    | Bum Krüger             |
| Sgt. McGraw                   | Edgar Buchanan     |                        |
| Chief Yellow Hand             | Anthony Quinn      | Wolfgang Preiss        |
| Senator Frederici             | Moroni Olsen       | Klaus W. Krause        |
| Murdo Carvell                 | Frank Fenton       |                        |
| General Blazier               | Matt Briggs        |                        |
| Schyler Vandevere             | George Lessey      | Walter Holten          |
| Sherman                       | Frank Orth         |                        |
| Clancy, Soldat                | George Chandler    |                        |
| Medizinmann                   | Nick Thompson      |                        |
| Barbier                       | William Haade      |                        |
| Königin Victoria              | Evelyn Beresford   |                        |
| Doktor                        | Edwin Stanley      |                        |
| Präsident Hayes               | John Dilson        |                        |
| Junge mit Krücken             | Vincent Graff      | Axel Jahn              |
| Crazy Horse                   | Chief Thundercloud | Otto Wernicke          |
| Muldoon, Polizist             | Robert Homans      | Otto Wernicke          |
| Präsident Roosevelt           | Sidney Blackmer    | Anton Reimer           |
| Erzähler                      | Reed Hadley        | Ernst Fritz Fürbringer |

James Basevi und Lewis H. Creber waren die Filmarchitekten, Thomas Little und Fred J. Rode die Ausstatter. Die Kostüme stammen von René Hubert. Emil Newman übernahm die musikalische Leitung des Orchesters. Für den Ton waren Arthur Bruzlin und Roger Heman sr. verantwortlich, für die Spezialeffekte Fred Sersen. Der Bogenschütze Howard Hill war der Berater für Bögen.
In kleinen im Abspann ungenannten Nebenrollen sind Arthur Aylesworth als Billardspieler, Sidney Blackmer als Theodore Roosevelt, George Chandler  als Soldat Clancy und Arthur Loft als Kundenwerber zu sehen. Häuptling Tall Bull wird von Chief Many Treaties gespielt, Crazy Horse von Chief Thundercloud. Die im Film auftretenden Indianer wurden zum größten Teil von Mitgliedern des Stammes der Navajo dargestellt. Jeremy Arnold schrieb über Linda Darnell, die eine junge indianische Frau spielte, die an einer Grenzschule unterrichtet, dass die Werbeabteilung des Studios, seinerzeit bekannt gegeben habe, dass sie perfekt für die Rolle sei, weil sie ein paar Tropfen Cherokee-Blut in sich habe. Abgesehen davon liefere Darnells Charakter einige Zeilen über Rassismus, die für 1944 ziemlich fortschrittlich seien.
Nach Der Held der Prärie von 1936 war dies der zweite Film von Anthony Quinn, in dem er als Indianer auf Buffalo Bill trifft.

### Wissenswertes
Während des Vorspanns ist eine Skulptur eines reitenden Indianers zu sehen. Diese Skulptur wurde 1893 von  James Earle Fraser geschaffen und End of the Trail genannt.

### Veröffentlichung und Erfolg
Die Premiere des Films fand am 13. April 1944 in Los Angeles statt. In der Bundesrepublik Deutschland kam er am 29. Dezember 1950 in die Kinos in einer Synchronfassung der Ultra-Film Synchron aus München. Twentieth Century Fox gab den Film am 23. Mai 2005 mit einer deutschen Tonspur auf DVD heraus. Am 6. März 2006 erschien der Film bei Twentieth Century Fox mit einer deutschen Tonspur innerhalb der Reihe „20th Große Film-Klassiker“ erneut auf DVD.
Das Budget des Films betrug in den 1940er Jahren über zwei Millionen Dollar, eine seinerzeit riesige Summe. Der Film war einer der erfolgreichsten, den 20th Century Fox bis zu diesem Zeitpunkt je gemacht hatte.
Fox veröffentlichte Buffalo Bill vor The Ox-Bow Incident. Während Buffalo Bill Kassengold erzielte, hinterließ The Ox-Bow Incident bei den Kinobesuchern keinen Eindruck, obwohl die Kritiker ihn liebten. In Wahrheit hasste Zanuck The Ox-Bow so sehr, dass er den Film kaum für sich werben ließ, sodass er nie eine echte Chance hatte. Aber The Ox-Bow Incident gilt seitdem als einer der großen Klassiker der Ära, während Buffalo Bill hauptsächlich wegen seiner mitreißenden Kampfszenen und seiner technischen Vorzüge in Erinnerung geblieben ist.

## Kritiken
Die Kritiker der Zeit haben Buffalo Bill nicht allzu gut aufgenommen, lobten aber die Kampfszenen. Die New York Times schien sich mit der mythenerhaltenden Haltung des Films arrangieren zu können und schrieb: Als rein romantische Fiktion über den großen Mann, der die Wild-West-Show hatte – den Mann, der von Millionen amerikanischer Jungen in Wolken des Ruhms gebadet wurde – ist dieser Film so glaubwürdig wie viele der Geschichten, die Cody über sich selbst erzählt hat … Buffalo Bill war eine fantastische Legende, und Twentieth Century-Fox hat nichts getan, um sie niederzureißen. Das Branchenblatt der Unterhaltungsindustrie Variety hingegen war von dem Film überzeugt und bezeichnete ihn als großartige Produktion mit hochkarätiger Fotografie und herausragenden Tonaufnahmen.
Das Lexikon des internationalen Films schrieb: „Ein abwechslungsreicher, spannender Western, der interessante Einblicke in die indianische Kultur bietet.“
Die Filmzeitschrift Cinema urteilte zurückhaltender: „William A. Wellmans Film glorifizierte Cody 1944 als tollkühnen Selfmade-Man.“ Das Fazit: „Huldigung des berühmten Büffelschlächters“.
Derek Winnert schrieb auf seiner Seite, dass Joel McCrea in seiner Hauptrolle als sagenumwobener Wild-West-Showman, Scout und Indianer-Unterstützer William F. Cody eine seiner besten Leistungen abliefere. Zwar verlasse Wellmans feiner Western die wahre Geschichte oft zugunsten eines naiven, eskapistischen romantischen Dreiecks mit der feurig rothaarigen Senatorentochter und der sexy Sioux-Lehrerin, aber es gebe auch Action, vor allem in der mitreißenden Auseinandersetzung zwischen der US-Kavallerie und den Cheyenne-Indianern. McCreas starke, detaillierte und sorgfältige Gestaltung seiner Rolle halte den Film zusammen, O’Hara sei ansprechend, und Thomas Mitchell dominiere seine Szenen als Reporter, während Edgar Buchanan, Anthony Quinn, Chief Thundercloud, Sidney Blackmer, Moroni Olsen und Frank Fenton seien ebenfalls wichtig in ihren Rollen. Buffalo Bill biete enthusiastische Unterhaltung in Technicolorful, die von Wellman mit Begeisterung und Sorgfalt inszeniert worden sei.
Erick Maurel, der Kritiker der Seite DVDClassik, war vom Film nicht sonderlich angetan, er schrieb, die präsentierte Handlung biete eine Aneinanderreihung von Vignetten ohne Bindung oder Zusammenhalt, aber keine gut strukturierte Geschichte. Es müsse auch gesagt werden, dass Joel McCrea, ein hervorragender Schauspieler, offensichtlich nicht für diese Rolle geeignet gewesen sei. Vielleicht habe man ihn ja gedrängt, seine Rolle so plump und abgeschmackt anzulegen, was jedenfalls nicht zum Status des reinen und harten Helden passe, an dem ja den ganzen Film über festgehalten werde. Offenbar fehle ihm das nötige Charisma, um eine solche Figur spielen zu können. Auch sei es eine Schande, Schauspielerinnen wie Maureen O’Hara und Linda Darnell zur Verfügung zu haben, ohne sie zeigen zu lassen, was sie wirklich könnten, auch wenn sie fotogen und wunderschön anzusehen seien. Abschließend hieß es, der Film sei enttäuschend, aber keinesfalls schlecht. Gelobt wurden die Actionszenen, insbesondere die Schlacht von War Bonnet, die sehr plastisch und erstaunlich rhythmisch daherkämen. Leon Shamroys hervorragende Technicolor-Kinematographie verleihe diesem Film mit großem Budget ebenfalls viel Prestige.